# Проспект Ломоносова (Архангельск)
Проспе́кт Ломоно́сова — протяженная магистраль в центре Архангельска. Идёт параллельно Троицкому проспекту и проспекту Советских космонавтов. На юге, после пересечения с улицей Урицкого, вливается в Ленинградский проспект. На севере заканчивается на пересечении с улицей Гагарина, где находится Архангельская областная клиническая больница. Имеет двухполосное движение, а от улицы Урицкого до улицы Гагарина движение одностороннее. Общественный транспорт здесь представлен автобусами. На проспекте расположены важнейшие здания города: ПГУ (ныне — часть С(А)ФУ), стадион «Динамо», стадион «Труд» и другие.

## История
Проспект Ломоносова первоначально именовался Новой или Въезжей Дорогой. С 1854 года — Въезжий проспект. С 1884 года — Санкт-Петербургский проспект. С 1914 до 1961 года — Петроградский проспект.
В начале XIX века к городской заставе на улице из Михаило-Архангельского монастыря была перенесена семинария.
В 1916 году по проспекту прошёл первый маршрут городского трамвая.
К 250-летию Михаила Ломоносова был поднят вопрос о переименовании Петроградского проспекта, решение утверждено 10 февраля 1961 года на заседании горисполкома.
Историческая деревянная застройка улицы, оставшись без должного надзора, гибнет в пожарах.

## Достопримечательности
Дом Н. А. Калинина

## Галерея
- Здание Андреевской богадельни
- Особняк Калинина
- Особняк А.А. Плюснина